# Selenidium parvum
Selenidium parvum is een soort in de taxonomische indeling van de Myzozoa, een stam van microscopische parasitaire dieren. Het organisme komt uit het geslacht Selenidium en behoort tot de familie Selenidiidae. Selenidium parvum werd in 1921 ontdekt door Woodcock & Lodge.